# استان زاکسن
استان زاکسن(به آلمانی: Provinz Sachsen) استانی در پادشاهی پروس و بعدها در ایالت آزاد پروس بود که بین سال‌های ۱۸۱۶ تا ۱۹۴۵ موجودیت داشت. مرکز این استان ماگدبورگ بود.